# 加拉帕戈斯粉紅陸鬣蜥
加拉帕戈斯粉紅陸鬣蜥係一種祇分佈於太平洋加拉巴哥群島伊莎貝拉島沃爾夫火山附近約600-1700米高，只有25平方公里的範圍內的鬛蜥，於2009年才被發現為異於加拉巴哥陸鬣蜥的物種。
本種乃陆鬣蜥属内上唯一古代物種分化的例子。牠們和加拉巴哥陸鬣蜥的共同祖先自570萬年前起分化。

## 形態
顧名思義，本種個體皮膚為粉紅色，體長約半公尺，重約5公斤，尾長約60釐米。

## 保育
本種衹有約200個體存活，並受貓、黑鼠和加拉帕戈斯隼威脅，但由於人類難以到達其棲息地，故並未受人類活動影響，卻也阻礙了人類研究此物種。